# Szarif al-Mudżabbar
Szarif al-Mudżabbar (arab. شريف عادل المجبر) – egipski zapaśnik walczący w stylu wolnym. Wicemistrz Afryki w 1986 roku.